# Bulbostylis oligostachys
Bulbostylis oligostachys är en halvgräsart som först beskrevs av Ferdinand von Hochstetter och Achille Richard, och fick sitt nu gällande namn av Charles Baron Clarke. Bulbostylis oligostachys ingår i släktet Bulbostylis och familjen halvgräs. Inga underarter finns listade i Catalogue of Life.